# Джадд Хірш
Джадд Сеймор Хірш (англ. Judd Seymore Hirsch; нар. 15 березня 1935) — американський актор. Хірш найбільш відомий завдяки своїй тривалій кар'єрі на телебаченні, де він зіграв одну з головних ролей в сіткомі «Таксі» (1978—1983). На пізньому етапі кар'єри він виконував ролі другого плану у «4исла» (2005—2010) та «Вічність» (2014—2015).
Хірш за свою кар'єру отримав дві премії «Еммі» та «Золотий глобус» за роботи в телевізійних комедіях, а також дві «Тоні», за виступи у бродвейських п'єсах. Він також номінувався на «Оскар» за ролі другого плану у фільмах «Звичайні люди» (1980) та «Фабельмани» (2022).

## Ранні роки
Джадд Хірш народився в єврейській родині: його батько — Джозеф Сідні Хірш, мати — Саллі Хірш (до шлюбу Кіціс). Джадд має брата на ім'я Роланд Хірш. Виріс у Брукліні, вивчав фізику в міській школі Нью-Йорка.
У 1952 році закінчив коледж і вступив до Армії США. До театральної діяльності працював інженером.

## Кар'єра
Актор вперше вийшов на сцену 1962 року, в кіно почав зніматися з 1971 року. Найбільш відомий за роль у ситкомі «Таксі», де грав разом із Крістофером Ллойдом, Денні де Віто, Енді Кауфманом.
Знімався в таких фільмах, як «Біг на місці» Сідні Люмета, «День незалежності» Роланда Еммеріха, «Ігри розуму» Рона Ховарда.
З 2005 до 2010 року він виконував одну з головних ролей у серіалі «4исла».
У 2016 році Хірш з'явився у комедійному телесеріалі «Теорія великого вибуху» у ролі батька Леонарда.
Хірш зіграв одну з головних ролей у комедійному телесеріалі каналу CBS «Найкращі пончики» (2017—2018), який тривав два сезони.
На початку 2020 року Хірш з'явився в ролі Симона Візенталя в телесеріалі «Мисливці» Amazon Prime Video.
У 2023 році, у 87-річному віці, він став другим найстарішим акторським номінантом на премію «Оскар» після Крістофера Пламмера за роль у фільмі Стівена Спілберга «Фабельмани». Він також побив рекорд за найдовшим розривом між номінаціями.

## Особисте життя
Хірш був двічі одружений. Перший раз — у 1956—1967 роках, вдруге одружився 1992 року з Бонні Чалкін.
У нього троє дітей — Олександр, Монтана Єва та Лондон.
Нині він живе у Нью-Йорку.

## Вибрана фільмографія
- 1973 — Серпіко / Serpico — поліцейський
- 1978—1983 — Таксі / Taxi — Алекс Райгер
- 1980 — Звичайні люди / Ordinary People — доктор Тайрон Бергер
- 1984 — Вчителі / Teachers — Роджер Рубелл
- 1988 — Біг на місці / Running on Empty — Артур Поуп / Пол Менфілд
- 1996 — День незалежності / Independence Day — Джуліус Левінсон
- 1999 — Роккі Марчіано / Rocky Marciano — Ел Уайлл
- 2001 — Ігри розуму / A Beautiful Mind — Хелінджер
- 2005 — 2010 — 4ісла / Numb3rs — Алан Еппс
- 2006 — Том йде до мера / Tom Goes to the Mayor — ув'язнений (епізод «Spray a Carpet or Rug»)
- 2010 — Сховище 13 / Warehouse 13 — Ізі Вайсфельд, батько Арті Нільсона
- 2011 — Як вкрасти хмарочос / Tower Heist — містер Саймон
- 2011 — Хоч би де ти був / This Must Be the Place — Мордекай Мідлер
- 2014 — Акул торнадо 2: Другий за рахунком / Sharknado 2: The Second One — таксист Бен
- 2014 — 2015 — Вічність / Forever — Ейб
- 2015 — 2019 — Голдберги / The Goldbergs — дідусь Бен
- 2016 — День незалежності: Відродження / Independence Day: Resurgence — Джуліус Левінсон
- 2016 — Теорія Великого вибуху / The Big Bang Theory — Альфред Хофстедтер
- 2017 — 2018 — Кращі пончики / Superior Donuts — Артур Пржибіжевський
- 2019 — Неогранені коштовності / Uncut Gems — Гуї
- 2022 — Фабельмани / The Fabelmans — дядько Борис
- 2022 — Поява / Showing Up — Білл

## Нагороди
- 1981 — премія «Еммі» найкращому акторові комедійного серіалу («Таксі»)
- 1983 — премія «Еммі» найкращому акторові комедійного серіалу («Таксі»)